# Tul
Tul (Tm, łac. thulium) – pierwiastek chemiczny z grupy lantanowców w układzie okresowym, należący do tzw. metali ziem rzadkich. Tul jest najrzadszym lantanowcem występującym na Ziemi (promet jest rzadszym, ale nie występuje naturalnie na Ziemi). Jest łatwym w obróbce srebrzysto-szarym metalem. Pomimo jego wysokiej ceny, tul jest używany jako źródło promieniowania w przenośnych aparatach Roentgena i w laserach opartych na ciele stałym.

## Historia
Tul został odkryty przez szwedzkiego chemika i geologa Per T. Cleve’a w 1879 podczas szukania zanieczyszczeń w tlenkach pierwiastków ziem rzadkich (ok. 40 lat wcześniej, tą samą metodą Carl Gustaf Mosander odkrył inne pierwiastki ziem rzadkich). Cleve rozpoczął od usunięcia wszystkich znanych zanieczyszczeń z tlenku erbu(III), a z pozostałości wyizolował dwie nowe substancje: brązową i zieloną. Brązową substancją był tlenek holmu, nazwany przez niego holmia, a zieloną tlenek nieznanego pierwiastka, który Cleve nazwał thulia. Nazwę zaczerpnął od Thule, legendarnej wyspy na krańcu świata.
Pierwszym badaczem, któremu udało się uzyskać niemal czysty tul, był Charles James – brytyjski emigrant pracujący na University of New Hampshire w Durham. W 1911 ogłosił, że udało mu się otrzymać czysty tul za pomocą wynalezionej przez siebie metody krystalizacji frakcjonowanej z wykorzystaniem bromianów (soli kwasu bromowego). By stwierdzić, że materiał jest jednorodny, potrzebował 15 000 powtórzeń czynności służących oczyszczeniu próbki.

## Występowanie i otrzymywanie
Zawartość tulu w skorupie ziemskiej wynosi 0,52 mg/kg, zaś w wodzie oceanów 0,00000017 mg/l. Tul w niewielkich ilościach występuje w rudach bogatych w itr, takich jak: ksenotym, euksenit, samarskit, gadolinit, fergusonit. W śladowych ilościach występuje w monacycie (~0,007% tulu), który jest surowcem, z którego tul otrzymuje się za pomocą wymiany jonowej. Nowsze techniki wymiany jonowej i ekstrakcji rozpuszczalnikowej spowodowały uproszczenie otrzymywania metali ziem rzadkich, co doprowadziło do obniżenia kosztów produkcji tulu. Obecnie głównym źródłem metalu jest adsorpcja jonów z glin wydobywanych na południu Chin. W glinach tych 2/3 zawartości wszystkich metali rzadkich stanowi itr, tul natomiast stanowi około 0,5%. Metaliczny tul może być otrzymany z tlenku tulu poprzez jego redukcję lantanem w jego temperaturze topnienia 1545 °C. Tul jest oddzielany od lantanu poprzez sublimację w próżni. Pary metalu są kondensowane do postaci krystalicznego metalu wolnego od zanieczyszczeń lantanem. Obecnie szacuje się, że tul ma podobny stopień rozpowszechnienia jak srebro, kadm, złoto czy jod.

## Właściwości

### Właściwości fizyczne
Czysty tul jako metal ma jasny, srebrny połysk, jest miękki, plastyczny i kowalny. Posiada gęsto upakowaną strukturę heksagonalną. Tul jest ferromagnetykiem poniżej 32 K, antyferromagnetykiem w przedziale temperatur 32-56 K, a od temperatury 56 K staje się paramagnetykiem.

### Właściwości chemiczne
Metaliczny tul w normalnych warunkach, w atmosferze powietrza powoli matowieje, a w temperaturze 150 °C tworzy tlenek tulu(III):
4 Tm + 3 O2 → 2 Tm2O3
Tul jest elektrododatni i reaguje powoli z zimną wodą, znacznie szybciej z gorącą, tworząc wodorotlenek tulu(III):
2 Tm (s) + 6 H2O (l) → 2 Tm(OH)3 (aq) + 3 H2 (g)
Metal w temperaturze pokojowej powoli reaguje ze wszystkimi fluorowcami. Reakcje przebiegają szybko w temperaturach powyżej 200 °C:
2 Tm (s) + 3 F2 (g) → 2 TmF3 (s) (biały)
2 Tm (s) + 3 Cl2 (g) → 2 TmCl3 (s) (żółty)
2 Tm (s) + 3 Br2 (g) → 2 TmBr3 (s) (biały)
2 Tm (s) + 3 I2 (g) → 2 TmI3 (s) (żółty)
Tul łatwo roztwarza się w rozcieńczonym kwasie siarkowym tworząc jasnozielone roztwory zawierające jony Tm(III) w postaci kompleksów [Tm(OH2)9]3+
2 Tm (s) + 3 H2SO4 (aq) → 2 Tm3+ (aq) + 3 SO2−4 (aq) + 3 H2 (g)

## Izotopy
Występujący w przyrodzie tul składa się w 100% z jednego, stabilnego izotopu, 169Tm. Znanych jest 31 radioizotopów tulu, spośród których najtrwalszymi są 171Tm z okresie półtrwania T1/2 wynoszącym 1,92 lat, 170Tm o T1/2=128,6 dnia, 168Tm o T1/2=93,1 dni, 167Tm o T1/2=9,25 dni. Pozostałe izotopy posiadają okresy półtrwania krótsze niż 64 godziny, z których większość posiada T1/2 < 2 min. Tul posiada izotopy o zakresie mas atomowych od 145.966 daltonów (146Tm) do 176.949 u (177Tm). Podstawowy procesem rozpadu przed najstabilniejszym i najbardziej rozpowszechnionym izotopem 169Tm, jest wychwyt elektronu, natomiast podstawowym procesem po izotopie 169Tm jest rozpad beta. W pierwszym przypadku podstawowym produktem rozpadu są izotopy pierwiastka o liczbie atomowej 68 (Erb), a w drugim przypadku izotopy pierwiastka 70 (Iterb).

## Zastosowanie

### Lasery
Potrójnie domieszkowany Holmem-Chromem-Tulem YAG (Ho:Cr:Tm:YAG, lub Ho,Cr,Tm:YAG) jest używany w laserach jako wysokiej wydajności medium. Wypromieniowuje światło o długości 2097 nm i znajduje szerokie zastosowanie w wojsku, medycynie i meteorologii. Pojedynczo domieszkowane tulem lasery YAG (Tm:YAG) wypromieniowują światło o długościach fali pomiędzy 1930 a 2040 nm. Długość fali laserów opartych na tulu jest bardzo wydajna w zastosowaniu do powierzchownej ablacji tkanek, z minimalną głębokością koagulacji, co czyni je bardzo atrakcyjnymi dla chirurgii wykorzystującej lasery, szczególnie dla litotrypsji laserowej czy leczenia łagodnej hiperplazji prostaty.

### Źródło promieniowania
Ważnym zastosowaniem tulu (izotop Tm-170) jest produkcja przenośnych źródeł miękkiego promieniowania gamma i promieniowania rentgenowskiego, które są aktywne przez około rok. Źródła te są stosowane w diagnozach medycznych i dentystycznych, oraz do wykrywania uszkodzeń niedostępnych elementów maszyn i urządzeń elektrycznych. Źródło promieniowania nie wymaga nadmiernej ochrony. Do zabezpieczenia źródła wystarczy niewielka ołowiowa nasadka.

### Inne
Tul może być także używany w tworzywach ceramicznych i magnetycznych (ferryty), podobnych do stopów itr-żelazo, używanych w technologii mikrofalowej.

## Rynek tulu
Wysokiej czystości tlenek tulu (99% i 99,9%), otrzymany za pomocą rozdzielania na drodze wymiany jonowej, stał się dostępny handlowo od lat 50. XX wieku. Cena rynkowa kilograma tlenku tulu w latach 1959–1998 oscylowała w przedziale od 4600 do 13 300 $, spadając do 1950 $ w roku 2003. Tul jest drugim po lutecie pod względem ceny metalem ziem rzadkich.